# سيدريك ذا انترتينر
سيدريك ذا انترتينر(بالإنجليزية: Cedric the Entertainer) (ولد في أبريل 24, 1964) هو ممثل كوميدي أمريكي ظهر في العديد من الأفلام السنمائية الأمريكية الناجحة.

## أعماله
| عام  | عنوان                                           | دور             | ملاحظة |
| ---- | ----------------------------------------------- | --------------- | ------ |
| 2000 | منزل بيغ ماما (فيلم)                            | The Reverend    |        |
| 2002 | باربرشوب (فيلم)                                 | Eddie           |        |
| 2002 | آيس إيج (فيلم)                                  | Carl (voice)    |        |
| 2004 | ليموني سنيكتس:سلسلة من الأحداث المأساوية (فيلم) | Constable       |        |
| 2005 | مدغشقر (فيلم)                                   | Maurice         |        |
| 2008 | مرحبا بك في بيتك روسكو جنكينز                   | Clyde Stubbs    |        |
| 2008 | مدغشقر: الهروب إلى أفريقيا                      | Maurice (voice) |        |

| عام  | عنوان             | دور    | ملاحظة       |
| ---- | ----------------- | ------ | ------------ |
| 2009 | دبليو دبليو إي رو | نفسه   | حلقة ضيف شرف |
| 2012 | 2 بروك جرلس       | داريوس |              |

## وصلات خارجية
- Cedric the Entertainer Official Site
- سيدريك ذا انترتينر على موقع IMDb (الإنجليزية)
- سيدريك ذا انترتينر على موقع ميتاكريتيك (الإنجليزية)
- سيدريك ذا انترتينر على موقع روتن توميتوز (الإنجليزية)
- سيدريك ذا انترتينر على موقع قاعدة بيانات الأفلام العربية
- سيدريك ذا انترتينر على موقع ألو سيني (الفرنسية)
- سيدريك ذا انترتينر على موقع ميوزك برينز (الإنجليزية)
- سيدريك ذا انترتينر على موقع أول موفي (الإنجليزية)
- سيدريك ذا انترتينر على موقع بوكس أوفيس موجو (الإنجليزية)
- سيدريك ذا انترتينر على موقع قاعدة بيانات برودواي على الإنترنت (الإنجليزية)
- سيدريك ذا انترتينر على موقع قاعدة بيانات برودواي على الإنترنت (الإنجليزية)
- Cedric the Entertainer interview on the Tavis Smiley show
- Cedric the Entertainer profile on Living St. Louis.
- Bill Bellamy and Cedric The Entertainer Headline Ccgi 2009